# Betty (Film)
Betty ist ein Filmdrama aus dem Jahr 1992. Regie führte Claude Chabrol, der das Drehbuch nach dem gleichnamigen Roman von Georges Simenon verfasste.

## Handlung
Die attraktive Endzwanzigerin Betty lässt sich ziellos durch Paris treiben und betrinkt sich in Bars mit Whisky. Geld scheint dabei keine Rolle zu spielen, auch ihre elegante Kleidung lässt auf einen wohlhabenden Hintergrund schließen. Volltrunken lässt sie sich von einem Mann im Auto mitnehmen, der mit ihr nach Versailles fährt. Er führt sie in das abseits am Wald gelegene Lokal „Le Trou“ (Das Loch), ein Treffpunkt für Lebenskünstler, gescheiterte Existenzen und Trinker, aber auch ganz normale Gäste und Familien. Der Wirt Mario, ein jüngerer Italiener, behandelt alle gleich freundlich und auch Betty trotz ihrer offenkundigen Trunkenheit mit äußerster Liebenswürdigkeit. Nach einem exzessiven Saufgelage in dem Lokal bricht Betty ohnmächtig zusammen und findet sich am nächsten Morgen im Hotelzimmer der älteren Laure wieder, einer reichen Witwe aus Lyon, die einen großen Teil des Jahres in Versailles verbringt und Stammgast im „Trou“ ist. Sie hat ein Verhältnis mit Mario, der sie im Verlauf der Handlung mehrfach im Hotel zu Schäferstündchen besucht. Auch Laure trinkt sehr viel, hat sich dabei aber weitgehend im Griff. Zudem ist sie gelernte Krankenschwester und hat Spritzen und Medikamente dabei, mit denen sie auch Betty versorgt. Sie päppelt sie wieder auf, hilft ihr ihren Kater zu überstehen und sucht das Gespräch mit der jüngeren Frau, ohne aufdringlich zu sein.
Betty und Laure verbringen viel Zeit miteinander, wobei beide Unmengen von Whisky trinken, von denen Laure einen unerschöpflichen Vorrat zu haben scheint. Betrunken wird aber nur Betty. Sie kommen sich menschlich näher und Laure bietet Betty an für eine Weile bei ihr zu bleiben und sich zu erholen. Die psychisch und physisch angeschlagene Betty stimmt zu und lässt ihre Habe aus Paris ins Hotel schaffen. Im weiteren Verlauf der Handlung wird in verschachtelten Rückblenden die Geschichte von Betty erzählt: angefangen von ihrer einfachen Kindheit auf dem Lande, wo sie Zeuge einer Vergewaltigung wurde, über ihre Ehe mit Guy, einem Sohn aus reichem Hause, den Schwierigkeiten mit Schwager und Schwiegereltern bis zu den Schilderungen ihrer zahllosen und wahllosen Liebschaften, die sie – auch während ihrer Ehe – meist in Kneipen auflas.
Als die Familie sie in flagranti beim Sex mit einem Liebhaber im Wohnzimmer des Anwesens erwischt, beschließt der Familienrat, die Sache diskret aber konsequent zu regeln: Betty wird großzügig mit Geld abgefunden, muss aber umgehend das Haus verlassen und darf ihre Töchter nie wieder sehen. Eine Scheidung ist nicht vorgesehen. Betty willigt ein und führt seither ein Leben in Bars und schäbigen Stundenhotels, wo sie sich ständig betrinkt und wahllos mit Männerbekanntschaften aus jeder Gesellschaftsschicht mitgeht. Bei der Erzählung ihrer Geschichte bricht die alkoholisierte Betty zusammen und muss von einem Arzt versorgt werden. Sie hütet das Bett und wird von Laure liebevoll umsorgt und gepflegt. Eines Tages taucht Bettys Ehemann Guy auf und bittet sie, wieder nach Hause zu kommen, die Familie habe ihr verziehen. Betty lehnt ab und verabschiedet Guy freundlich, aber entschlossen.
Betty erholt sich immer besser und wirkt ausgeglichener, auch dank Laures guter Pflege und menschlicher Anteilnahme. Betty dankt es ihr schlecht: Während Laures Abwesenheit verführt sie Mario und macht ihn zu ihrem Liebhaber. Als Laure davon erfährt, packt sie ihre Koffer und verlässt das Hotel, ohne sich zu verabschieden. Betty zieht zu Mario ins Restaurant und fängt mit ihm ein neues, einfaches, aber glückliches Leben an: Sie hat sich auf Kosten von Laure von ihren Psychosen und Ängsten befreit. – In Lyon sitzen Bettys Schwiegermutter und eine Bekannte beim Kaffeeklatsch und reden über Laure: Sie wurde tot in ihrem Bett gefunden. – In der Schlussszene entfernt Betty mit einem Kescher die toten Zierfische aus dem Aquarium im Restaurant.
Zu den letzten Bildern des Films meldet sich der Regisseur Chabrol im Voiceover selbst zu Wort, und was er sagt, lässt das Verhältnis zwischen Laure und Betty plötzlich in einem anderen Licht erscheinen: „Wie hätte sie [Bettys Schwiegermutter, Madame Etamble] wissen können, dass Laure nur gestorben war, weil Betty überlebte? Es konnte nur eine sein, und Betty hatte gewonnen.“

## Hörfilm
Die Hörfilmfassung wurde im Jahr 2000 von Arte produziert. Sprecher ist Hans Mittermüller.

## Kritiken
„Nie wieder war sie (Marie Trintignant) so unheimlich und unwiderstehlich zugleich: eine Sphinx, oszillierend zwischen Launenhaftigkeit und Depression. Marie Trintignants größter Auftritt ihrer rund dreißig Kinofilme umfassenden Karriere.“

„Marie Trintignant, ideal besetzt, spielt eine Frau, die sich nimmt, was sie womöglich gar nicht haben will. Sie beläßt die Figur da, wo Simenon sie beheimatet hat: im Ungefähren. Denn ‚Betty‘ ist keine Psycho-Studie und kein Soziogramm: Der Film beschreibt mit unbeteiligtem Wohlwollen eine Frau, die ihre Geheimnisse bewahrt.“

„‚Betty‘ von 1992 ist Chabrols am meisten unterschätzter Film. Weil er als Einziger begriffen hat, wie man all das, was Simenon in seinen Romanen beschreibt, mitschwingen lassen kann, ohne es zu zeigen.“